# Jordi Gené
Jordi Gené Guerrero (Sabadell, Katalónia, 1970. december 5. –) spanyol autóversenyző, a 2003-as spanyol GT-bajnokság győztese.

## Magánélete
Testvére, Marc, 1999 és 2004 között több Formula–1-es csapat alkalmazásában állt, majd 2005-ben a Scuderia Ferrari hivatalos testpilótája lett. Ezt követően hosszútávú- és sportautóversenyeken indult. 

## Pályafutása

### A kezdetek
Jordi Gené 1970. december 5-én született Sabadellben, Spanyolországban. 1986-ban megnyerte a spanyol gokartbajnokságot. Ezt követően nagy versenyzésre váltott és 1970-ben a Fiat Uno-kupa, majd következő rá következő évben a spanyol Formula Ford-bajnokság győztese lett.
1989-ben Angliába emigrált, ahol rajthoz állt a brit Formula Ford-bajnokságban és a brit Formula Ford fesztiválon is. Utóbbin összetett 4. helyezést szerzett. 1991-ben lehetőséget kapott a brit Formula–3-as bajnokságban is a West Surrey Racing Ralt-Hondájával.  A zandvoorti Marlboro Masters versenyen a nemzetközi F3-as versenyzők indultak egymás ellen. Itt Gené alulmaradt David Coulthard-al szemben. Az év végén ott volt a Makaói nagydíjon és a Fuji Superprix-en. 

### Formulaautózás

#### Formula–3000
A Marlboro támogatásának is köszönhetően 1992-ben a Pacific Racing színeiben a nemzetközi Formula–3000-ben indult. A szezonnyitót, Silverstone-ban pole-pozícióbol indulva nyerte meg. Az év végi összetettben 5. lett, 21 ponttal. A következő két évben csak részidős programokat futott. 1993-ban 6 versenyből négyen is kiesett a Tom Walkinshaw Racing alkalmazásában. Egyetlen pontjait, egyben legjobb helyezését 1994-ben a Nordic Racing Lola T94/50-es Ford Cosworth volánja mögött érte el, amikor is a 4. helyen intették le Barcelonában, a katalán aszfaltcsíkon.

#### Formula–1
1993-ban tagja volt a Bravo Formula–1-es projektjének, amelyet egy korábbi pilóta, Adrián Campos kezdeményezésével jött létre. A csapattulajdonos, Jean Mosnier hirtelen halála után azonban félbehagyták a programot és az autó sem felelt meg a kötelező törésteszteken, de a gárda megjelent az 1993-as dél-afrikai nagydíjon indulás nélkül. Egy évvel később tesztpilótai szerződést írt alá a Benetton alakulatával.

### Túraautózás

#### Spanyol túraautó-bajnokság
Miután a Formula–1-es lehetőség nem jött össze, hazatért és a spanyol túraautó-bajnokságban a gyári Opel pilótájává vált. 1996-ban átigazolt az Audihoz és öt győzelem mellett elhódította a bajnoki címet.

#### ETCC
Az ezredforduló után, 2002-ben a Roberto Ravaglia BMW Team nevezte az Túraautó-Európa-bajnokságba (ETCC) egy BMW 320i-vel. A Donington Parkban harmadikként rangsorolták. A BMW a mezőny egyik legpatinánsabb gyártója volt, Gené viszont 2003-ban az újra életre hívott gyári SEAT Cupra tagja lett. Csalódást keltő teljesítmény után csupán a 17. pozícióban végzett a ponttáblán. 2004-re a hockenheimringi időmérőn pole-pozíciót gyűjtött és 3. lett a futamon, majd ezt a helyezését Spa-ban megismételte.

#### WTCC
2005-ben a SEAT felvitte a túraautó-világbajnokságba (WTCC) kezdetben egy SEAT Toledóval, majd egy újjáfejlesztett SEAT Leónnal. 2009-ben a SEAT Sport megtartotta felállását és az évadindító brazil fordulóban mindkétszer pódiumra állhatott. Mexikóban, a második versenyen sokáig az élen állt, majd többen is megelőzték és végül hetediknek futott be. Marrákes utcáin az utolsó körben tudta maga mögé csapattársát, Yvan Mullert és a top3-ba jutott, majd a második megmérettetésen elektromos problémák miatt kényszerült kiállni. Csehországban az első versenyen egy rajt utáni tömegbaleset részese volt. A brit nagydíjon Mullerrel együtt nem jutott be a kvalifikáció második szakaszába sem. A német második, valamint az olasz első gp-n mindkétszer balesetbe került a legelején. Japánban bajnoki esélyes társa, Gabriele Tarquini-t engedte el, hogy minél előrébb jusson. A legendás záróeseményen, Makaóban dobogót ünnepelhetett, ami Marokkó óta az első volt számára. A felemás idény végén 8. lett a végelszámolásban. 
2010-re a SEAT gyárilag kiszállt a szériából, viszont technikai és anyagi segítséget nyújtott a Sunred Engineering által irányított, privát SR-Sport csapatának. Brazíliában a legjobb SEAT-os résztvevő volt az időmérő edzésen, míg az évadot egy 2. hellyel indította. A belga első versenyen megelőzte Tarquini-t és elsőnek intették le, de utólag egy technikai szabálysértés miatt kizárták a végeredményből. Portugáliában egyik futamot sem sikerült befejeznie. A csehországi Brnóban az első körben balesetezett. Japánra, a SEAT León Európa-kupában szereplő Michaël Rossi váltotta le, így nem fejezte be a szezont és többé nem is tért vissza a WTCC rajtrácsára.

#### Skandináv túraautó-bajnokság
2012-ben a Volkswagen Team Biogas versenyzője lett a skandináv túraautó-bajnokságban. Legjobb eredménye a Åre Östersund repülőtéren kialakított pályán elért 2. pozíciója volt. Csapattársa, Johan Kristofferrson szintén egy Volkswagen Scirocco-val bajnok lett az évben

#### WTCR
2015-ben, 3 éves túraautós kihagyás után a vadonatúj TCR-szabályrendszeren alapuló TCR nemzetközi sorozatban kapott ülést korábbi munkaadója termékeivel, a SEAT-okkal versenyző Craft-Bamboo Racing színeiben. Három győzelem és további 9 dobogó után 3. lett összetettben, 57 pontra lemaradva a győztes svájci, Stefano Comini-től.
2021. május 5-én a magyar Zengő Motorsport bejelentette leigazolását a 2021-es túraautó-világkupa (WTCR) szezonra. A versenynaptárba beugró Csehországra is szerepelt a neve az előzetes nevezési listán, majd nem sokkal később személyes okokra hivatkozva visszalépett a hétvégétől. Összesen ötször végzett a top15-ben, ami a 10 pontra 19. helyre volt elegendő a rangsorban.

#### Elektromos TCR-bajnokság
2021-ben az új elektromos TCR-bajnokságban (ETCR) is a Zengő / Cupra közös csapatában ment. Legjobb eredménye egy 4. volt versenyről, a széria legelső éles versenyhétvégéjén. 2022 áprilisában kiderült, hogy a magyar alakulatot leváltotta az első egyéni bajnok, Mattias Ekström saját csapat, az EKS Sport a 2022-re már világkupa státuszt kapó bajnokságba.

### Sportautózás
2000-ben a Racing Organisation Course (ROC) nevezte a Le Mans-i 24 órás LMP675-ös kategóriájába, emellett pedig a spanyol GT-bajnokságban ment egy Porschéval. 2001-ben összetett ötödik, míg LMP675-ös kategória elsőséget ünnepelhetett a Le Mans-i 24 óráson és az európai Le Mans-széria (ELMS) Most 500 km-es futamában is diadalmaskodott. A Barcelonai 24 óráson egy Volkswagen Golf-fal túraautó-osztály győzelmet ért el. 2003-ban Gines Vivancosszal karöltve spanyol GT-bajnoki címre vezette a SEAT Toledo GT-t.

## Eredményei

### Teljes Nemzetközi Formula–3000 eredménysorozata
| Év   | Csapat                | Kasztni     | Motor         | 1     | 2      | 3     | 4      | 5      | 6      | 7      | 8      | 9      | 10     | Helyezés | Pont |
| ---- | --------------------- | ----------- | ------------- | ----- | ------ | ----- | ------ | ------ | ------ | ------ | ------ | ------ | ------ | -------- | ---- |
| 1992 | Pacific Racing        | Reynard 92D | Mugen Honda   | SIL 1 | PAU Ki | CAT 3 | PER Ki | HOC 5  | NÜR 8  | SPA 2  | ALB Ki | NOG 8  | MAG 10 | 5.       | 21   |
| 1993 | Tom Walkinshaw Racing | Reynard 93D | Ford Cosworth | DON   | SIL    | PAU   | PER Ki | HOC 8† | NÜR 10 | SPA 12 | MAG Ki | NOG Ki |        | Hn       | 0    |
| 1994 | Nordic Racing         | Lola T94/50 | Ford Cosworth | SIL 9 | PAU 9  | CAT 4 | PER    | HOC    | SPA    | EST    | MAG    |        |        | 12.      | 3    |

### Teljes Le Mans-i 24 órás verseny eredménysorozata
| Év   | Csapat   | Csapattárs                               | Motor          | Kategória | Kör | Összetett Helyezés | Kategória Helyezés |
| ---- | -------- | ---------------------------------------- | -------------- | --------- | --- | ------------------ | ------------------ |
| 2000 | ROC Auto | Jean-Christophe Boullion Jérôme Policand | Reynard 2KQ-LM | LMP675    | 72  | Kiesett            | Kiesett            |
| 2001 | ROC Auto | Jean-Denis Délétraz Pascal Fabre         | Reynard 2KQ-LM | LMP675    | 284 | 5.                 | 1.                 |
| 2002 | ROC Auto | Mark Smithson Peter Owen                 | Reynard 2KQ-LM | LMP675    | 126 | Kiesett            | Kiesett            |

### Teljes Túraautó-Európa-bajnokság eredménylistája
| Év   | Csapat              | Autó              | 1   | 1   | 2   | 2   | 3   | 3   | 4   | 4   | 5   | 5   | 6   | 6   | 7   | 7   | 8   | 8   | 9   | 9   | 10  | 10  | Helyezés | Pont |
| 2002 | Ravaglia Motorsport | BMW 320i          | MAG | MAG | SIL | SIL | BRN | BRN | JAR | JAR | AND | AND | OSC | OSC | SPA | SPA | PER | PER | DON | DON | EST | EST | 8.       | 12   |
| ---- | ------------------- | ----------------- | --- | --- | --- | --- | --- | --- | --- | --- | --- | --- | --- | --- | --- | --- | --- | --- | --- | --- | --- | --- | -------- | ---- |
| 2002 | Ravaglia Motorsport | BMW 320i          | 11  | 8   | Ki  | Ni  | 16  | 10  | 9   | 8   | 5   | 9   | 7   | 4   | Ki  | 4   | 8   | 10  | 13  | 3   | Ki  | 14† | 8.       | 12   |
| 2003 | SEAT Sport          | SEAT Toledo Cupra | VAL | VAL | MAG | MAG | PER | PER | BRN | BRN | DON | DON | SPA | SPA | AND | AND | OSC | OSC | EST | EST | MNZ | MNZ | 17.      | 4    |
| 2003 | SEAT Sport          | SEAT Toledo Cupra | 13  | 16† | 9   | 6   | Ki  | 12† | 9   | 8   | 10  | 12  | 13  | 11  | 21  | 13  | 10  | 14  | 14  | 14  | Hn  | 10  | 17.      | 4    |
| 2004 | SEAT Sport          | SEAT Toledo Cupra | MNZ | MNZ | VAL | VAL | MAG | MAG | HOC | HOC | BRN | BRN | DON | DON | SPA | SPA | IMO | IMO | OSC | OSC | DUB | DUB | 8.       | 39   |
| 2004 | SEAT Sport          | SEAT Toledo Cupra | 9   | 7   | Ki  | 11  | 7   | Ki  | 3   | 4   | 22† | Ki  | 7   | Ki  | 3   | 13  | 4   | 4   | 6   | 6   | Ki  | Ni  | 8.       | 39   |

† A versenyen kiesett, de eredménye értékelve lett.

### Teljes WTCC-s eredménysorozata
| Év   | Csapat     | Autó              | 1   | 1   | 2   | 2   | 3   | 3   | 4   | 4   | 5   | 5   | 6   | 6   | 7   | 7   | 8   | 8   | 9   | 9   | 10  | 10  | 11  | 11  | 12  | 12  | Helyezés | Pont |
| 2005 | SEAT Sport | SEAT Toledo Cupra | ITA | ITA | FRA | FRA | GBR | GBR | IMO | IMO | MEX | MEX | BEL | BEL | GER | GER | TUR | TUR | ESP | ESP | MAC | MAC |     |     |     |     | 11.      | 33   |
| ---- | ---------- | ----------------- | --- | --- | --- | --- | --- | --- | --- | --- | --- | --- | --- | --- | --- | --- | --- | --- | --- | --- | --- | --- | --- | --- | --- | --- | -------- | ---- |
| 2005 | SEAT Sport | SEAT Toledo Cupra | 9   | 6   | 7   | 6   | 11  | 5   | Ki  | 13  | Ki  | 19† | 12  | Ki  |     |     |     |     |     |     |     |     |     |     |     |     | 11.      | 33   |
| 2005 | SEAT Sport | SEAT León         |     |     |     |     |     |     |     |     |     |     |     |     | 7   | 4   | 17  | Ki  | 1   | 14  | 18  | 5   |     |     |     |     | 11.      | 33   |
| 2006 | SEAT Sport | SEAT León         | ITA | ITA | FRA | FRA | GBR | GBR | GER | GER | BRA | BRA | MEX | MEX | CZE | CZE | TUR | TUR | ESP | ESP | MAC | MAC |     |     |     |     | 10.      | 36   |
| 2006 | SEAT Sport | SEAT León         | 12  | 5   | 5   | 3   | 18  | 10  | 16  | 14  | 1   | 14  | 11  | 9   | 4   | 6   | Ki  | 5   | 16  | Ki  | 12  | Ki  |     |     |     |     | 10.      | 36   |
| 2007 | SEAT Sport | SEAT León         | BRA | BRA | NED | NED | ESP | ESP | FRA | FRA | CZE | CZE | POR | POR | SWE | SWE | GER | GER | GBR | GBR | ITA | ITA | MAC | MAC |     |     | 10.      | 55   |
| 2007 | SEAT Sport | SEAT León         | 9   | 12  | 9   | 10  | 4   | 6   | 8   | 5   | 15  | 8   | 14  | 21† |     |     |     |     |     |     |     |     |     |     |     |     | 10.      | 55   |
| 2007 | SEAT Sport | SEAT León TDI     |     |     |     |     |     |     |     |     |     |     |     |     | 18  | 24  | 6   | 3   | 5*  | 6*  | 2   | 1   | 4   | 22† |     |     | 10.      | 55   |
| 2008 | SEAT Sport | SEAT León TDI     | BRA | BRA | MEX | MEX | ESP | ESP | FRA | FRA | CZE | CZE | POR | POR | GBR | GBR | GER | GER | IMO | IMO | ITA | ITA | JPN | JPN | MAC | MAC | 8.       | 56   |
| 2008 | SEAT Sport | SEAT León TDI     | 11  | 8   | 1   | 5   | 3   | 6   | 3   | 19  | 13  | 14  | 5   | 9   | 9   | Ki  | 5   | 4   | 17  | 17  | 7   | 2   | 11  | 10  | 6   | Ki  | 8.       | 56   |
| 2009 | SEAT Sport | SEAT León TDI     | BRA | BRA | MEX | MEX | MAR | MAR | FRA | FRA | ESP | ESP | CZE | CZE | POR | POR | GBR | GBR | GER | GER | IMO | IMO | JPN | JPN | MAC | MAC | 8.       | 48   |
| 2009 | SEAT Sport | SEAT León TDI     | 2   | 3   | 7   | 7   | 3   | Ki  | 16  | 12  | Ki  | 11  | Ki  | 11  | 6   | 4   | 13  | 16  | Hn  | Ki  | Hn  | 5   | 6   | 9   | 3   | 6   | 8.       | 48   |
| 2010 | SR-Sport   | SEAT León TDI     | BRA | BRA | MAR | MAR | ITA | ITA | BEL | BEL | POR | POR | GBR | GBR | CZE | CZE | GER | GER | ESP | ESP | JPN | JPN | MAC | MAC |     |     | 12.      | 61   |
| 2010 | SR-Sport   | SEAT León TDI     | 7   | 2   | 13  | 8   | 16  | 6   | Kiz | Ki  | Ki  | 18† | 10  | 10  | Ki  | 13  | 12  | 10  | 4   | 5   |     |     |     |     |     |     | 12.      | 61   |

† A versenyt nem fejezte be, de helyezését értékelték, mert a versenytáv több, mint 90%-át teljesítette.

### Teljes Skandináv túraautó-bajnokság eredménylistája
| 4 | 6 | 6 | 7 | 7 | 6 | 7 | 7 | 4 | 2 | 6 | 5 | 6 | 3 | 6 | 6 |

### Teljes TCR nemzetközi sorozat eredménylistája
| Év   | Csapat                   | Autó                    | 1   | 1   | 2   | 2   | 3   | 3   | 4   | 4   | 5   | 5   | 6   | 6   | 7   | 7   | 8   | 8   | 9   | 9   | 10  | 10  | 11  | 11  | Helyezés | Pont |
| ---- | ------------------------ | ----------------------- | --- | --- | --- | --- | --- | --- | --- | --- | --- | --- | --- | --- | --- | --- | --- | --- | --- | --- | --- | --- | --- | --- | -------- | ---- |
| 2015 | Team Craft-Bamboo Lukoil | SEAT León Cup Racer     | MAL | MAL | CHN | CHN | ESP | ESP | POR | POR | ITA | ITA | AUT | AUT | RUS | RUS | RBR | RBR | SIN | SIN | THA | THA | MAC | MAC | 3.       | 285  |
| 2015 | Team Craft-Bamboo Lukoil | SEAT León Cup Racer     | 7   | 1   | 7   | 10  | 3   | Ki  | 2   | 3   | 4   | 2   | 45  | 10  | 1   | 5   | 4   | 3   | 6   | 1   | 25  | 4   | 24  | Ki  | 3.       | 285  |
| 2016 | Liqui Moly Team Engstler | Volkswagen Golf GTI TCR | BHR | BHR | POR | POR | BEL | BEL | ITA | ITA | AUT | AUT | GER | GER | RUS | RUS | THA | THA | SIN | SIN | MAL | MAL | MAC | MAC | 18.      | 16   |
| 2016 | Liqui Moly Team Engstler | Volkswagen Golf GTI TCR |     |     |     |     |     |     | 6   | 6   |     |     |     |     |     |     |     |     |     |     |     |     |     |     | 18.      | 16   |

### Teljes WTCR-es eredménysorozata
| 18 | Ki | 14 | 15 | 14 | Ki | 16 | 17 | Vi | Vi | Ki | 18 | 20 | 17 | 15 | 12 |

† A versenyt nem fejezte be, de helyezését értékelték, mert a versenytáv több, mint 75%-át teljesítette.

### Teljes Elektromos TCR-bajnokság eredménysorozata
| Év   | Csapat                   | Autó          | 1   | 2   | 3   | 4   | 5   | 6   | Helyezés | Pont |
| 2021 | Zengő Motorsport X Cupra | Cupra e-Racer | ITA | ESP | DEN | HUN | FRA |     | 4.       | 260  |
| ---- | ------------------------ | ------------- | --- | --- | --- | --- | --- | --- | -------- | ---- |
| 2021 | Zengő Motorsport X Cupra | Cupra e-Racer | 4   | 6   | 5   | 6   | 7   |     | 4.       | 260  |
| 2022 | Cupra EKS                | Cupra e-Racer | FRA | HUN | ESP | BEL | ITA | GER | 9.       | 218  |
| 2022 | Cupra EKS                | Cupra e-Racer | 9   | 12  | 3   | 12  | 11  | 12  | 9.       | 218  |

* A szezon jelenleg is zajlik.

## Külső hivatkozások
- Hivatalos honlapja
- DriverDB honlapja